# Sherlock Holmes v Washingtonu
Sherlock Holmes v Washingtonu (izvirno Sherlock Holmes in Washington) je igrani detektivski film iz leta 1943. Glavni vlogi sta odigrala Basil Rathbone kot Sherlock Holmes in Nigel Bruce kot dr. Watson. Gre za 5. film iz Rathbonove in Brucove filmske serije. Dogajanje v filmu je osredotočeno na iskanje tajnega dokumenta britanske obveščevalne službe, ki si ga močno želi tudi skrivna vohunska tolpa na čelu z Richardom Stanleyjem (igra ga George Zucco).

## Vsebina
Britanskega agenta, ki je zadolžen za prenos tajnega dokumenta v ZDA, na poti prestrežejo in umorijo. Britanski organi pregona tako nimajo druge izbire, kot da se obrnejo na zasebnega detektiva Sherlocka Holmesa (igra ga Basil Rathbone). Ta še pred odhodom čez lužo obišče dom umorjenega agenta in preko videnega pride do sklepa, da je agent Grayson dokument prenesel v obliki mikrofilma v velikosti ene znamke. Holmes se skupaj s svojim pomočnikom dr. Watsonom odpravi v ZDA, kjer se najprej sreča s tamkajšnjima policistoma na tem primeru.

## Igralska zasedba
- Basil Rathbone – Sherlock Holmes
- Nigel Bruce – dr. Watson
- Marjorie Lord – Nancy Partridge
- Henry Daniell – William Easter
- George Zucco – Heinrich Hinkel, alias Richard Stanley
- John Archer – Lt. Pete Merriam
- Gavin Muir – g. Lang, vladni agent
- Edmund MacDonald – detektiv Grogan
- Don Terry – Howe
- Bradley Page – Cady
- Holmes Herbert – g. Ahrens
- Thurston Hall – senator Henry Babcock